# Барциц, Игорь Нязбеевич
Игорь Нязбеевич Барциц (род. 5 января 1969, Гудаута, Абхазская АССР, СССР) — российский правовед, заслуженный юрист Российской Федерации (2010), доктор юридических наук, профессор. Экс-директор Института государственной службы и управления Российской академии народного хозяйства и государственной службы при Президенте Российской Федерации (ИГСУ РАНХиГС).
В 2024 году осуждён к 5 годам лишения свободы условно по делу об особо крупной растрате.

## Биография
В 1996—2000 годах — руководитель Секретариата заместителя Председателя Государственной Думы Федерального Собрания Российской Федерации Сергея Бабурина.
В 2002—2007 годах — заместитель проректора по научной работе, директор Научно-информационного центра Российской академии государственной службы при Президенте Российской Федерации.
В 2007—2011 годах — проректор РАГС по научной работе.
В 2011 — 2021 годах — директор Института государственной службы и управления РАНХиГС.
29 декабря 2020 года стал фигурантом коррупционного скандала, арестован как главный фигурант дела о хищениях в РАНХиГС.
Женат. Трое детей.
С 2020 года находился под следствием по делу о хищениях в особо крупном размере. В январе 2024 года Таганский суд Москвы приговорил Барцица к 5 годам лишения свободы условно по делу об особо крупной растрате. Барциц признал свою вину и полностью возместил ущерб.

## Образование
В 1992 году окончил Ростовский государственный университет по специальности правоведение.
В 1996 году — Всероссийскую академию внешней торговли по специальности экономист со знанием иностранного языка.
В 1995 году — аспирантуру Российской академии государственной службы при Президенте Российской Федерации, получив степень кандидата юридических наук.
В 2001 г. защитил докторскую диссертацию по теме: «Конституционно-правовое пространство Российской Федерации», получив степень доктора юридических наук.
В 2004 году присвоено звание профессор по кафедре государственного строительства и права.
Стажировался в Высшей школе коммерции (Бремен, ФРГ, 1994 г.), в Калифорнийском университете (Лос-Анджелес, США, 1996 г.), в Международном институте государственного управления (Париж, Франция, 1998 г.), Группе по разрешению конфликтов (Conflict Management Group, Гарвард, США, 2003 г.).
Участник программы подготовки высшего уровня резерва управленческих кадров (2010—2011 гг.)

## Классный чин
Действительный государственный советник Российской Федерации 3 класса.

## Награды
- 2009 — Золотая медаль им. Ф. Н. Плевако «За крупный вклад в развитие адвокатуры России и укрепление её единства, подготовку квалифицированных юридических кадров»[7]
- 2010 — Заслуженный юрист Российской Федерации — за заслуги в укреплении законности и многолетнюю добросовестную работу присвоено почетное звание[8]
- 2011 — Лауреат премии Правительства Российской Федерации в области образования — за цикл учебных изданий «Государственное, муниципальное и корпоративное управление»[9]
- 2015 — Благодарность Правительства Российской Федерации — за значительный вклад в подготовку квалифицированных кадров для системы государственной власти и управления[10]
- 2018 — «Юрист года»[11] — премия Ассоциации юристов России в номинации «Юридическое образование и воспитание»
- 2019 — Орден Почета — за заслуги в научно-педагогической деятельности, подготовке высококвалифицированных специалистов и многолетнюю добросовестную работу[12]

## Научная и экспертная деятельность
Область научных интересов — проблемы конституционного и муниципального права, административного права, финансового права, международное публичное право, правового обеспечения государственного управления и государственной службы.
Привлекался к работе рабочих групп по актуальным вопросам права и государственного управления, созданных при Администрации Президента Российской Федерации, в частности:
2004—2005 г.г. — Комиссия при Президенте Российской Федерации по вопросам федеративных отношений и местного самоуправления;
2007—2009 г.г. — Комиссия при Президенте Российской Федерации по разработке проекта Федеральной программы «Реформирование и развитие государственной службы Российской Федерации»;
2008 г. — Комиссия при Президенте Российской Федерации по подготовке предложений по формирования резерва управленческих кадров, находящихся под патронажем Президента Российской Федерации.
Участвовал в международных проектах ТАCIS «Административная реформа в России-I» (2004 г.), «Административная реформа-II» (2005—2006 гг.), «Институциональная реформа государственного сектора» (2007 г.), «Развитие финансовых рынков»; был членом Экспертного совета программы ЮНЕСКО «Информация для всех» (2002—2008 гг.), консультантом Программы развития ООН (2008 г.).
В 2009—2011 годах — эксперт президиума Совета при Президенте Российской Федерации по противодействию коррупции, эксперт Российского фонда фундаментальных исследований.
2004—2014 годы — член Экспертного совета по праву Высшей аттестационной комиссии Российской Федерации.
В 2012 г. — член Научно-консультативного совета при Общественной палате Российской Федерации.
С 2014 г. — член Экспертного совета при Правительстве Российской Федерации; член рабочей группы президиума Совета при Президенте Российской Федерации по противодействию коррупции, по взаимодействию со структурами гражданского общества; заместитель председателя Междисциплинарного совета по координации научного и учебно-методического обеспечения противодействия коррупции.
С 2018 г. — член Общественного совета Федерального казначейства, Координационного совета по государственно-частному партнерству в здравоохранении.
С 2019 г. — член Центральной контрольно-ревизионной комиссии Ассоциации юристов России.
Действительный член Академии политической науки.
Главный редактор журнала «Государственная служба»; член редакционных советов журналов: «Конституционное и муниципальное право», «Административное и муниципальное право», «Вопросы государственного и муниципального управления», «Вопросы правоведения», «Ученые труды Российской академии адвокатуры и нотариата», «Экономическая политика», «Российское государствоведение» и др.

## Труды
Автор более 200 научных работ, наиболее значимые из которых являются монографии:
- Правовое пространство России: вопросы конституционной теории и практики. М.: Изд-во МГУ, 2000
- Федеративная ответственность: конституционно-правовые аспекты" (М.: Изд-во РЭА, 1999)
- Реформа государственного управления в России: правовой аспект (М., Формула Права, 2008)
- Государственное (конституционное) право Республики Абхазия (М., 2010)
- Система государственного и муниципального управления (М., 2011). Второе издание Система государственного и муниципального управления: курс лекций: в 2 т. — М.: Издательский дом «Дело» РАНХиГС, 2019. ISBN 978-5-7749-1396-1.[24] 2019
- Human Rights Practice Review: The Russian Federation // East European Yearbook on Human Rights. Edited by Mart Susi and Oreste Pollicino. Volume 2. — 2019
- Россия и Франция в мировом образовательном пространстве: аналитический доклад. — М.: Издательский дом «Дело» РАНХиГС, 2017. ISBN 978-5-7749-1305-3

Автор учебников:
- Правовое обеспечение государственной службы (М., 2007),
- Служебное право (Ростов н/Д, 2006),
- Источники служебного права (М., 2007),
- Финансовое право (2010 г.)

Является ответственным редактором «Энциклопедии государственного управления в России» (М., 2004—2006), Под его редакцией подготовлены: энциклопедические словари «Государственная служба» и «Муниципальное управление» (2008), Научно-практический комментарий к Федеральному закону № 122 «О монетизации льгот…» (М., 2005), Комментарий к Уголовно-процессуальному кодексу РФ (М., 2003); Комментарий к Федеральному закону «О системе государственной службы РФ» и Федеральному закону «О государственной гражданской службе РФ» (М., 2005), доклад «Национальная юрисдикция: курс на конкурентоспособность правовой системы России» (2019 г.).
Автор серии научных докладов на русском и английском языках, посвященных конституции Основному закону страны: «Конституционный дизайн: образ государства и образ эпохи», «Конституционные мифы и конституционные иллюзии: о героическом прошлом и лучшем будущем», «Конституционный патриотизм: четыре европейские реинкарнации и российская версия», «Конституционное пространство: доктрина, правовая реальность и иллюзия в формате 3D», «Конституционные обычаи и традиции: происхождение, действие и отмирание», «Конституционная идентичность и международное право: о конституционализации международного права и интернационализации конституционного права». 